# Застражишће
Застражишће је насељено место у саставу општине Јелса, на острву Хвару, Сплитско-далматинска жупанија, Република Хрватска.

## Историја
До територијалне реорганизације у Хрватској налазило се у саставу старе општине Хвар.

## Становништво
На попису становништва 2011. године, Застражишће је имало 177 становника.
| Број становника по пописима | Број становника по пописима | Број становника по пописима | Број становника по пописима | Број становника по пописима | Број становника по пописима | Број становника по пописима | Број становника по пописима | Број становника по пописима | Број становника по пописима | Број становника по пописима | Број становника по пописима | Број становника по пописима | Број становника по пописима | Број становника по пописима | Број становника по пописима |
| --------------------------- | --------------------------- | --------------------------- | --------------------------- | --------------------------- | --------------------------- | --------------------------- | --------------------------- | --------------------------- | --------------------------- | --------------------------- | --------------------------- | --------------------------- | --------------------------- | --------------------------- | --------------------------- |
| 1857                        | 1869                        | 1880                        | 1890                        | 1900                        | 1910                        | 1921                        | 1931                        | 1948                        | 1953                        | 1961                        | 1971                        | 1981                        | 1991                        | 2001                        | 2011                        |
| 219                         | 493                         | 497                         | 481                         | 520                         | 628                         | 625                         | 638                         | 597                         | 618                         | 564                         | 421                         | 328                         | 300                         | 230                         | 177                         |

Напомена: У 1869. садржи податке за насеље Пољица.

### Попис1991.
На попису становништва 1991. године, насељено место Застражишће је имало 300 становника, следећег националног састава:
| Попис 1991.‍ | Попис 1991.‍ | Попис 1991.‍ | Попис 1991.‍ | Попис 1991.‍ |
| ----------- | ----------- | ----------- | ----------- | ----------- |
|             |             |             |             |             |
| Хрвати      | Хрвати      |             | 295         | 98,33%      |
| Југословени | Југословени |             | 1           | 0,33%       |
| непознато   | непознато   |             | 4           | 1,33%       |
| укупно: 300 |             |             |             |             |